# Paulo Bento
Paulo Jorge Gomes Bento (n. 20 iunie 1969, Lisabona, Portugalia) este un fotbalist portughez retras din activitate, care a jucat pe post de mijlocaș la echipe ca Real Oviedo, Sporting și Guimarães. Pe plan internațional, are prezențe la națională pentru Portugalia. După încheierea carierei, a devenit antrenor, și a antrenat, printre altele, Echipa națională de fotbal a Coreei de Sud, Sporting și Echipa națională de fotbal a Portugaliei.
Un mijlocaș defensiv cu abilități de tackling și un ritm înalt de muncă drept principalele sale calități, Bento a jucat la două din cele trei cluburi Os Três Grandes din țara natală, acumulând în Primeira Liga un total de 284 de meciuri și 16 goluri pe durata a 11 sezoane. De asemenea, el a mai petrecut 4 sezoane în Spania.
Paulo Bento a reprezentat echipa națională de fotbal a Portugaliei la un Campionat Mondial și la un Campionat European de Fotbal.
Ca antrenor Bento a antrenat clubul Sporting pe durata a 4 ani și 4 luni între 2005 și 2009, iar din 2010 a preluat naționala Portugaliei.

## Statistici antrenorat
La 11 septembrie 2014.
| Echipa           | Început            | Sfârșit            | Rezultate | Rezultate | Rezultate | Rezultate | Rezultate | Rezultate | Rezultate | Rezultate  |
| Echipa           | Început            | Sfârșit            | M         | V         | R         | Î         | GM        | GP        | DG        | Victorii % |
| ---------------- | ------------------ | ------------------ | --------- | --------- | --------- | --------- | --------- | --------- | --------- | ---------- |
| Sporting CP      | 21 octombrie 2005  | 5 noiembrie 2009   | 229       | 139       | 51        | 39        | 258       | 181       | +77       | 60,7       |
| Portugalia       | 21 septembrie 2010 | 11 septembrie 2014 | 44        | 24        | 11        | 9         | 85        | 48        | +37       | 54,55      |
| Totaluri carieră | Totaluri carieră   | Totaluri carieră   | 272       | 163       | 62        | 47        | 343       | 225       | +118      | 59,93      |

## Palmares

### Jucător
Estrela Amadora
- Taça de Portugal: 1989–90

Benfica
- Taça de Portugal: 1995–96

Sporting
- Primeira Liga: 2001–02
- Taça de Portugal: 2001–02
- Supertaça Cândido de Oliveira: 2002

### Antrenor
Sporting
- Taça de Portugal: 2006–07, 2007–08
- Supertaça Cândido de Oliveira: 2007, 2008
- Taça da Liga

Finalist: 2007–08, 2008–09

### Individual
- CNID Breakthrough Coach: 2005–06